# Општина Сучевица (Сучава)
Сучевица (рум. Suceviţa) општина је у Румунији у округу Сучава.
Oпштина се налази на надморској висини од 674 m.